# Hieracium lepidotum
Hieracium lepidotum es una especie de planta con flor del género Hieracium, de la familia Asteraceae, orden Asterales.

## Distribución
Hieracium lepidotum se distribuye por Noruega y Suecia.

## Taxonomía
Fue descrita científicamente por (Stenstr.) Dahlst.
Tratamiento taxonómico
La especie aparece registrada en una sección de la publicación K. Svensk. Akad. Handl.